# Funktionskreis

Funktionskreis als Regelkreis auf der vegetativen Stufe

Der Funktionskreis ist ein kybernetisches Denkmodell aus dem Bereich der Verhaltensforschung und geht zurück auf den Biologen und Zoologen Jakob Johann von Uexküll (1864–1944). Es beinhaltet den in sich geschlossenen Zusammenhang von Umwelteigenschaften („Merkmalen“) und Reaktionsauslösung (spezifischem Verhalten oder „Wirkmalen“) bei Tieren, wurde aber aufgrund der allgemeinen Anwendbarkeit der Verhaltensbiologie auch auf den Menschen übertragen. Die Arbeiten Üexkülls sind im geschichtlichen Zusammenhang mit der Entwicklung des Funktionalismus und der Leistungspsychologie zu sehen.

## Beispiel
Eine Zecke sticht in alle Objekte, die nach Buttersäure riechen und eine Temperatur von 37 °C aufweisen, ganz unabhängig davon, ob dieses Objekt auch zum Saugen von Blut geeignet ist.

## Bedeutung

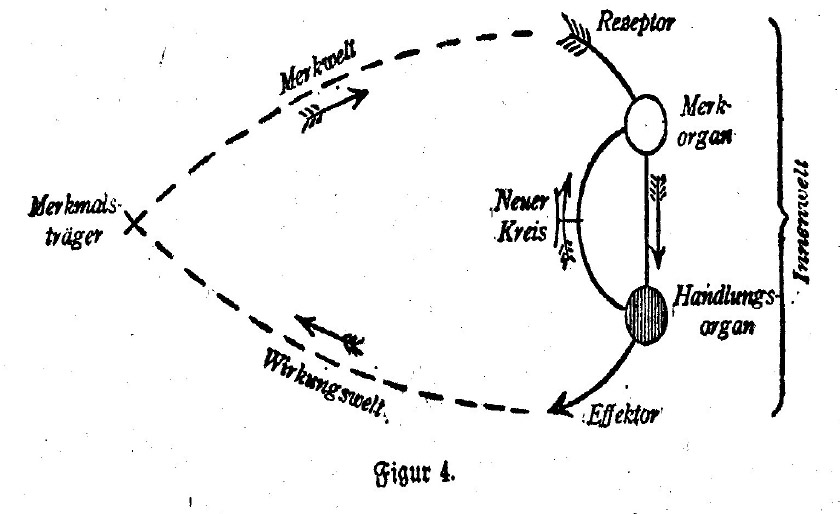
Original-Abbildung aus „Theoretische Biologie“ von Jakob Johann von Uexküll, 1920.

Das Konzept des Funktionskreises stellt eine frühe kybernetische Modellvorstellung dar, die bereits 1920 in dem Werk „Theoretische Biologie“ von Jakob Johann von Uexküll aufgestellt wird. Die theoretische Biologie beruft sich noch heute auf Jakob von Uexküll als einen ihrer Begründer.
Da die Verhaltensforschung sich auch beim Menschen erfolgreich anwendbar durchgesetzt hat, wurde das Modell auf die psychophysische Korrelation übertragen. Dies stellt somit eine Weiterentwicklung des von Jakob von Uexküll entwickelten Modells dar, weil hier höhere Zentren des Nervensystems in den Regelkreis einbezogen wurden, siehe auch den Grundbegriff des → Subjekts in der Psychosomatik. Der Funktionskreis wurde so als emergentes Modell auch in der psychosomatischen Medizin einschließlich der Psychoanalyse angewandt, siehe z. B. → funktionelle Syndrome.

## Nachweise
1. ↑  Johann Jakob von Uexküll: Theoretische Biologie. Verlag von Gebrüder Paetel, Berlin 1920.
2. ↑  Funktionskreis. In: Uwe Henrik Peters: Wörterbuch der Psychiatrie und medizinischen Psychologie. 3. Auflage. Urban & Schwarzenberg, München 1984, S. 203.
3. ↑  Emergenz und Regelkreis. In: Thure von Uexküll u. a. (Hrsg.): Psychosomatische Medizin. 3. Auflage. Urban & Schwarzenberg, München 1986, ISBN 3-541-08843-5, S. 11 ff. (Kap. 1.3.2 Die emergenten Eigenschaften animalischer Systeme)
4. ↑  Wolfgang Loch: Zur Theorie, Technik und Therapie der Psychoanalyse. S. Fischer Conditio humana (hrsg. von Thure von Uexküll & Ilse Grubrich-Simitis) 1972, ISBN 3-10-844801-3; S. 54 zu Stw. „Kybernetik“.